# Hawaii-Sichelkleidervogel
Der Hawaii-Sichelkleidervogel (Hemignathus munroi), auf Hawaiisch als ʻAkiapolaʻau bezeichnet, ist eine Singvogelart aus der Tribus der Kleidervögel. Er ist auf der Hauptinsel Hawaii in den Hawaii-Inseln endemisch. Das Artepitheton ehrt den US-amerikanischen Botaniker und Ornithologen George Campbell Munro.

## Merkmale
Der Hawaii-Sichelkleidervogel ist ein mittelgroßer Kleidervogel, der eine Größe von 14 cm erreicht. Männchen erreichen ein Gewicht von 19,8 bis 37 g, Weibchen sind mit 17 bis 35 g etwas leichter. Der lange Oberschnabel ist nach unten gebogen. Der gerade Unterschnabel ist etwa halb so lang wie der Oberschnabel und besitzt eine dünne Meißelspitze. Beim geschlossenen Schnabel ist gewöhnlich eine kleine Lücke zwischen den Schnabelhälften zu erkennen. Beim Männchen ist die Gesichtsfärbung, einschließlich des Überaugenstreifes, hell goldgelb. Diese goldgelbe Färbung erstreckt sich ebenfalls über die Kehle und die Unterseite und geht an den Unterschwanzdecken ins weißliche über. Die gesamte Oberseite sowie der Ober- und der Hinterrand der Ohrenflecken sind dunkler goldoliv, wobei die Färbung zu den gelblichen Bereich nicht scharf abgegrenzt ist. Die Zügel sind schwarz. Die Arm- und Handschwingen sind dunkel sepiabraun mit goldoliven Säumen. Die Iris ist dunkelbraun, der Schnabel und die Beine sind schwarz. Das Weibchen ist stumpfer gefärbt als das Männchen. Die Oberseite ist grauer und die Unterseite ist heller. Die Gelbfärbung der Brust verläuft nicht so weit nach hinten wie beim Männchen. Die Gesichtsseiten sind dunkler gefärbt. Der Überaugenstreif ist unklar. Auch haben die Weibchen kleinere Schnäbel als die Männchen. Das Jugendkleid ist gelblichgrau am Rücken und gelblichbraun am Bürzel. Die Spitzen der Flügeldecken (undeutliche Flügelbinden) sind hellgelb bis schmutzigweiß. Die Unterseite ist hell olivgrau. Die Flanken sind gelbbraun getönt und die Brust ist mit undeutlichen dunklen Federspitzen meliert. Die Schnabel ist stumpf strohgelb. Bei den immaturen Vögeln fehlt die Fleckenzeichnung der Brust. Im zweiten Jahr verschwinden die Flügelbinden und der Jungvogel ähnelt dem Weibchen, wobei jedoch die Färbung an Kehle und Brust weniger gelblich ist.  Erst im dritten Jahr ist das Gefieder der Altvögel erreicht.

## Lautäußerungen
Die Rufe umfassen ein zweitöniges bis viertöniges Pfeifen, das sich wie „cheerdle-ee“ anhört, ein zweitöniges aufsteigendes Pfeifen, das aus „teerwee“- oder „chew-weee“-Tönen besteht sowie ein eintöniges aufsteigendes „squeet“ oder ein leises „swit“. Der Balzgesang besteht aus einem lebhaften, schnellen Trällern und endet gewöhnlich in einem Paar von aufsteigenden und abfallenden Tönen, die sich wie „tu-tu-whéé-wheer-tu-du-whéé-you“ anhören. Der Flüstergesang (oder Untergesang) ist eine leisere Version des Balzgesangs mit zusätzlichen Trillern und Trällern. Der Signal- oder Kontaktruf der juvenilen und immaturen Vögel besteht aus einem auffälligen „tseoop“ oder „cheerp“.

## Lebensraum
Der Hawaii-Sichelkleidervogel bewohnt halbtrockene und feuchte Wälder, die vorwiegend aus dem Eisenholz Metrosideros polymorpha (ʻŌhiʻa) und Koa-Akazien (Acacia koa) bestehen sowie darüber hinaus auch ʻŌhiʻa-Regenwälder (Metrosideros polymorpha). Bis vor kurzem war er ebenfalls in trockenen Mamane-Naio-Wäldern aus Sophora chrysophylla und Myoporum sandwicense anzutreffen, in der früheren Vergangenheit kam er in allen hawaiischen Waldtypen vor. Er bevorzugt die Koa-Akazien-Wälder, einschließlich der Sekundärwaldplantagen, und Höhenlagen zwischen 1340 und 2700 m.

## Lebensweise

### Fortpflanzungsverhalten
Der Hawaii-Sichelkleidervogel ist ein Standvogel, der das ganze Jahr über brütet, wobei die Hauptbrutzeit zwischen Februar und Juli liegt. Die monogamen Partner bleiben für mehrere Brutperioden in stabilen Populationen zusammen und verteidigen das Jahr über ein großes Revier. Das Nest wird überwiegend vom Weibchen errichtet, mit geringfügiger Hilfe des Männchens. Es besteht aus Rindenstreifen von Metrosideros polymorpha und aus Stücken von Cibotium-Baumfarnen. Die 2 cm breiten Rindenstreifen ragen 5 cm aus der Nestoberseite heraus und verleihen dem Nest die Erscheinung eines Miniaturzauns. Das Nest hat einen Außenumfang von 11 × 14 cm, eine Höhe von 15 cm, einen inneren Napfdurchmesser von 6,5 bis 7,9 cm und eine Napftiefe von 4,5 cm. Es befindet sich meist in 7 bis 22 m Höhe in einem endständigen Blätterbüschel eines ʻŌhiʻa-Baums, seltener in einer Baumhöhle. Die Gelegegröße ist mit in der Regel einem Ei pro Gelege sehr gering, selten werden zwei Eier gelegt. Die Eier der Art messen 22,7 × 17 mm und haben eine hell cremefarbene Färbung mit bräunlichroten Sprenkeln meist am längeren Ende. Über die Inkubationszeit gibt es keine Informationen. Die Küken werden vom Weibchen ausgebrütet, wobei ein Küken in einem Fall nach 21 Tagen das Nest verließ. Die Abhängigkeit der Jungvögel von den Eltern ist ungewöhnlich lang und liegt bei vier bis dreizehn Monaten, wobei die Altvögel gleichzeitig Jungvögel aus zwei Bruten füttern können.

### Nahrungsverhalten
Die Nahrung umfasst Spinnen, Käferlarven und ausgewachsene Käfer, Florfliegenlarven und Schmetterlingsraupen, insbesondere solche die im toten Holz oder hinter der Rinde verborgen sind. Blütennektar und der Saft des ʻŌhiʻa-Baums bereichern das Nahrungsangebot. Der Hawaii-Sichelkleidervogel geht in Bäumen wie Myrsine lessertiana, Sophora chrysophylla, Myoporum sandwicense, Koa-Akazien und Metrosideros polymorpha auf Nahrungssuche, wobei das Verhalten zwischen Männchen und Weibchen etwas abweichen kann. Während die Männchen die Baumstämme und großen Äste bei der Nahrungssuche bevorzugen, sind die Weibchen eher an den kleinen Zweigen und den Blätterbüscheln zu beobachten. Flechtenbüschel werden von beiden Geschlechtern bevorzugt. Die Schnabelhälften werden unabhängig voneinander eingesetzt. Der Hawaii-Sichelkleidervogel pickt mit dem Unterschnabel, während er den Oberschnabel aus dem Weg hält. Den Oberschnabel benutzt er zum Bohren und Stochern, während er sich mit dem Unterschnabel abstützt. Dabei macht er charakteristische hämmernde Bewegungen. Der Hawaii-Sichelkleidervogel gewinnt Baumsaft durch das Aufbohren und das Wiederkehren zu einer Reihe von Saftrinnen in ähnlicher Manier, wie es die Spechte aus der Gattung der Saftlecker (Spyrapicus) tun. Diese sogenannten „Aki-Bäume“ werden häufig verteidigt. Nach der Brutzeit sind Familiengruppen in herumwandernden gemischten Vogelschwärmen innerhalb des Reviers zu beobachten.

## Status
Die IUCN klassifiziert den Hawaii-Sichelkleidervogel als „stark gefährdet“ (endangered). Die Art ist in der Hawaiʻi Endemic Bird Area präsent und auf ein sehr kleines, hochfragmentiertes Verbreitungsgebiet von 150 km² beschränkt. Einst weit verbreitet, kommt der Hawaii-Sichelkleidervogel heute nur noch in den größeren Höhenlagen an den Hängen der Vulkane Mauna Kea und Mauna Loa vor. Die Hauptpopulation ist im Hamakua District (im Zentrum des Hakalau Forest National Wildlife Refuge), in der Region Keauhou-Kulani (im Nordosten des Hawaiʻi-Volcanoes-Nationalparks), im Kau District im Kau Forest Reserve sowie im Kapapala Forest Reserve und im Bereich von Kahuku innerhalb des Hawaiʻi-Volcanoes-Nationalparks zu finden. Insgesamt ist eine Schrumpfung des Verbreitungsgebietes und ein Rückgang der Population zu verzeichnen, obwohl sie örtlich wächst. Die Bestandsschätzungen schwanken weitgehend, offenbar wegen der unterschiedlichen Erhebungstechniken. BirdLife International geht gegenwärtig von einer Population von 800 Altvögeln und einem gerundeten Gesamtbestand von 1200 Individuen aus. Kleine Reliktpopulationen in den Kona- und Mamane-Naio-Wäldern an den windwärts gelegenen Hängen des Mauna Kea sind seit 2002 verschwunden. Drei verbliebene Populationen sind in einem ungünstigen Lebensraum isoliert. Die Beschränkung auf die größeren Höhenlagen ist zweifellos die Folge der Ausbreitung von Stechmücken (Culicidae) und den Krankheiten, die sie in den niederen Höhenlagen übertragen haben. Die Hochlandpopulation ist gegenwärtig durch Ratten und verwilderte Katzen gefährdet. Hinzu kommt die Lebensraumzerstörung durch verwildertes Weidevieh und eingeführte Europäische Mufflons (Ovis musimon). Die Regeneration der Koa-Akazien-Wäldern hat nach der Entfernung der Weidetiere zu einer Erholung des Hawaii-Sichelkleidervogels an bestimmten Orten geführt, was einen Erfolg der Huftierkontrolle darstellt. Der größte Teil der verbliebenen Population kommt in Schutzgebieten vor, die für Waldvögel geschaffen werden, insbesondere im Hakalau Forest National Wildlife Refuge und in der Three Mountain Alliance. Das Puʻu Waʻa Waʻa Forest Bird Sanctuary am Vulkan Hualālai wurde als mögliche Wiedereinführungsstelle eingezäunt.

## Systematik
Der Hawaii-Sichelkleidervogel wurde erstmals 1893 von Walter Rothschild unter dem Namen Heterorhynchus wilsoni beschrieben. 1950 wurde er von Dean Amadon in die Gattung Hemignathus gestellt. Da das Artepitheton wilsoni jedoch schon zuvor für den Hawaii-Amakihikleidervogel (Hemignathus virens, Synonyme: Chlorodrepanis wilsoni, Himatione wilsoni)  vergeben und Rothschilds Name somit ungültig wurde, verwendete Harold Douglas Pratt ab 1979 die gegenwärtig gültige Namenskombination Hemignathus munroi.